# 134 км (колійний пост)
134 кіломе́тр — залізничний колійний пост Куп'янської дирекції Південної залізниці.
Розташований перед залізничним розгалуженням в напрямку станції Куп'янськ-Вузловий та східного обходу цієї станції у напрямку північ, на межі смт Куп'янськ-Вузловий та Куп'янського району, Харківської області на лінії Коробочкине — Куп'янськ-Вузловий між станціями Куп'янськ-Вузловий (1 км) та Прокопівка (6 км).
Станом на травень 2019 року щодоби п'ять пар приміських електропоїздів здійснюють перевезення за маршрутом Куп'янськ-Південний — Гракове/Харків-Пасажирський, проте зупинки не роблять.